# Blowering Dam
Der Blowering Dam ist ein Staudamm am Tumut River in New South Wales, Australien, der im Jahre 1968 fertiggestellt wurde. Der Damm bildet mit dem Blowering-Wasserwerk einen Teil des Snowy-Mountains-Systems. Am Staudamm führt der Snowy Mountains Highway vorbei.

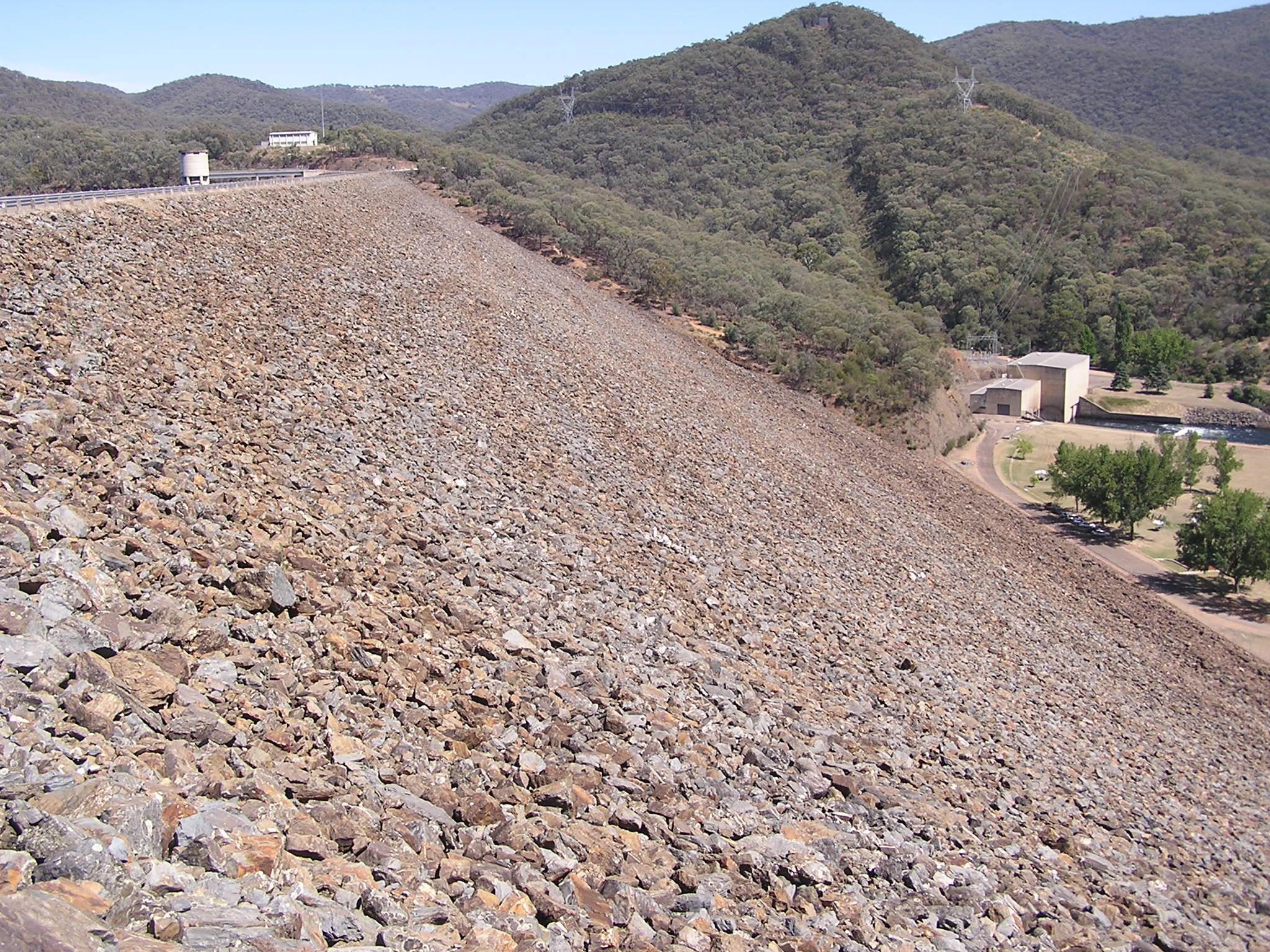
Blowering Dam

## Beschreibung
Der Damm ist 112 Meter hoch, 808 Meter lang und wurde aus 8.563 Kubikmetern Erdaushub und Felsen geformt. Die maximale Wassertiefe beträgt 91 Meter und bei 100 % Kapazität hält die Staumauer 1.628.000 Megaliter Wasser zurück. Die Fläche des Blowering Reservoirs beträgt 44,6 Quadratkilometer und das Einzugsgebiet erstreckt sich über 1.606 Quadratkilometer. Der unkontrollierte Überlauf der Betonrutsche kann 2.350 Kubikmeter pro Sekunde ablassen. Der Damm ist Teil des Snowy-Mountains-Systems, einem riesigen Wasserkraft- und Bewässerungskomplex, der zwischen 1949 und 1974 im Südosten Australiens errichtet wurde und zur Sicherung der Strom- und Trinkwasserversorgung dient.
Von 2009 bis 2012 wurde der Damm für $33 Millionen auf 114 Meter erhöht, um Überflutungen zu verhindern. Die Speicherkapazität und die Wasserfreisetzung aus dem Damm wurden durch den Bau nicht verändert.

## Nutzung
Neben der Stromerzeugung und der Wasserregulierung ist der Stausee ein beliebtes Freizeitziel für Angler. Die in dem Stausee befindlichen Fischarten Forelle und Zander sind dabei zum Teil geschützt. Auch für Bootsrennen wird der See genutzt. So hält der australische Rennbootsfahrer Ken Warby den aktuellen Geschwindigkeitsweltrekord von 511,13 km/h auf dem Wasser, den er am 8. Oktober 1978 auf dem Blowering Dam mit seinem Boot Spirit of Australia erreichte. Er ist bis heute der einzige Mensch, der auf dem Wasser schneller als 300 Meilen fuhr. Die Spirit of Australia hatte Warby selbst entworfen und gebaut.